# Joe Parrish
Joe Parrish-James (Bedfordshire, 1995) è un musicista britannico, chitarrista del gruppo rock progressivo dei Jethro Tull.

## Biografia
Joe Parrish-James è nato nel Bedfordshire nel 1995. Già a tre anni mostrò passione per la musica, dopo aver ascoltato la colonna sonora di Trevor Jones per la miniserie in due parti Merlino, durante il periodo natalizio del 1998. Nel 2006 ebbe la sua prima chitarra, una Yamaha Pacifica, a cui seguì, grazie ai suoi genitori, l'ascolto di dischi in vinile degli anni '70 di gruppi progressive o hard rock come Yes, Deep Purple, Steeleye Span e in particolare dell'album Thick as a Brick dei Jethro Tull, ma anche gruppi metal, come gli Iron Maiden.
Conseguita la laurea presso il London College of Music, iniziò a comporre, suonare e insegnare musica, sia per uso commerciale che per concerti e sessioni di registrazione.
Le attività da solista compresero numerosi arrangiamenti di chitarre contemporanee per opere orchestrali, composizioni acustiche estese e opere per orchestra d'archi, quartetto d'archi e orchestra da camera, ispirate alle opere di compositori come Vaughan Williams, Holst, Tallis, Finzi, Warlock, Shostakovich e Stravinsky.
È il chitarrista ufficiale dei Jethro Tull dal 2020, anno in cui si è unito al gruppo in seguito alla fuoriuscita del chitarrista tedesco Florian Opahle.

## Discografia
con i Jethro Tull
- The Zealot Gene - 2022
- RökFlöte - 2023